# CBLC
CBLC (англ. Cbl proto-oncogene C) – білок, який кодується однойменним геном, розташованим у людей на короткому плечі 19-ї хромосоми. Довжина поліпептидного ланцюга білка становить 474 амінокислот, а молекулярна маса — 52 456.
| 10         |  | 20         |  | 30         |  | 40         |  | 50         |
| ---------- |  | ---------- |  | ---------- |  | ---------- |  | ---------- |
| MALAVAPWGR |  | QWEEARALGR |  | AVRMLQRLEE |  | QCVDPRLSVS |  | PPSLRDLLPR |
| TAQLLREVAH |  | SRRAAGGGGP |  | GGPGGSGDFL |  | LIYLANLEAK |  | SRQVAALLPP |
| RGRRSANDEL |  | FRAGSRLRRQ |  | LAKLAIIFSH |  | MHAELHALFP |  | GGKYCGHMYQ |
| LTKAPAHTFW |  | RESCGARCVL |  | PWAEFESLLG |  | TCHPVEPGCT |  | ALALRTTIDL |
| TCSGHVSIFE |  | FDVFTRLFQP |  | WPTLLKNWQL |  | LAVNHPGYMA |  | FLTYDEVQER |
| LQACRDKPGS |  | YIFRPSCTRL |  | GQWAIGYVSS |  | DGSILQTIPA |  | NKPLSQVLLE |
| GQKDGFYLYP |  | DGKTHNPDLT |  | ELGQAEPQQR |  | IHVSEEQLQL |  | YWAMDSTFEL |
| CKICAESNKD |  | VKIEPCGHLL |  | CSCCLAAWQH |  | SDSQTCPFCR |  | CEIKGWEAVS |
| IYQFHGQATA |  | EDSGNSSDQE |  | GRELELGQVP |  | LSAPPLPPRP |  | DLPPRKPRNA |
| QPKVRLLKGN |  | SPPAALGPQD |  | PAPA       |  |            |  |            |

A: Аланін

C: Цистеїн

D: Аспарагінова кислота

E: Глутамінова кислота

F: Фенілаланін

G: Гліцин

H: Гістидин

I: Ізолейцин

K: Лізин

L: Лейцин

M: Метіонін

N: Аспарагін

P: Пролін

Q: Глутамін

R: Аргінін

S: Серин

T: Треонін

V: Валін

W: Триптофан

Кодований геном білок за функціями належить до трансфераз, фосфопротеїнів. 
Задіяний у таких біологічних процесах, як убіквітинування білків, альтернативний сплайсинг. 
Білок має сайт для зв'язування з іонами металів, іоном цинку, іоном кальцію. 